# Rhinichthys obtusus
Rhinichthys obtusus är en fiskart som beskrevs av Agassiz, 1854. Rhinichthys obtusus ingår i släktet Rhinichthys och familjen karpfiskar. Inga underarter finns listade i Catalogue of Life.